# Поташово (Тверская область)
Поташово, ранее Поташево — деревня в Торопецком районе Тверской области России. Входит в состав Скворцовского сельского поселения.

## География
Деревня расположена в юго-западной части района, в 500 метрах от дороги 28Н-1800 Скворцово — Озерец. Ближайшие населённые пункты — деревни Гущино и Селище.
Расстояние (по автодорогам):
- До районного центра, города Торопец — 26 км
- До центра сельского поселения, деревни Скворцово — 6,5 км

Климат
Деревня, как и весь район, относится к умеренному поясу северного полушария и находится в области переходного климата от океанического к материковому. Лето с температурным режимом +15…+20 °С (днём +20…+25 °С), зима умеренно-морозная −10…−15 °С; при вторжении арктических воздушных масс до −30…-40 °С.
Среднегодовая скорость ветра 3,5—4,2 метра в секунду.

## История
Деревня впервые упоминается под названием Наташева на топографической карте Фёдора Шуберта 1867 — 1906 годов.
В списке населённых мест Торопецкого уезда Псковской губернии за 1885 год значится деревня Поташево (№ 13395). Располагалась при озере Поташеве в 21 версте от уездного города. Имела 3 двора и 23 жителя.
На карте РККА 1923—1941 годов деревня обозначена под названием Поташова. Имела 11 дворов.

## Население
| 2010 |
| ---- |
| 1    |

В 2002 году население деревни составляло 5 человек.
Национальный состав
Согласно результатам переписи 2002 года, в национальной структуре населения русские составляли 100 % от жителей.